# Diocesi di Saint-Louis du Sénégal
La diocesi di Saint-Louis du Sénégal (in latino Dioecesis Sancti Ludovici Senegalensis) è una sede della Chiesa cattolica in Senegal suffraganea dell'arcidiocesi di Dakar. Nel 2023 contava 7.217 battezzati su 2.254.885 abitanti. È retta dal vescovo Augustin Simmel Ndiaye.

## Territorio
La diocesi comprende le tre regioni di Saint-Louis, Matam e Louga nella parte settentrionale del Senegal.
Sede vescovile è la città di Saint-Louis, dove si trova la cattedrale di San Luigi.
Il territorio è suddiviso in 8 parrocchie.

## Storia
La prefettura apostolica del Senegal fu eretta nel 1763, ricavandone il territorio dalla diocesi di Funchal.
A partire dal 1779 missionari della Congregazione dello Spirito Santo operarono nella prefettura apostolica del Senegal. Inoltre, solo da quest'anno, la sede ebbe dei prefetti apostolici stabili, tutti semplici sacerdoti.
Dal 1873 al 1955 la prefettura apostolica fu amministrata dai vicari apostolici del Senegambia (di Dakar dal 1936).
Alla fine dell'Ottocento, la prefettura apostolica comprendeva due sole parrocchie, Saint-Louis, con circa 3.000 fedeli, e Gorée, con circa 2.500 cattolici.
Il 10 marzo 1915 estese il proprio territorio alla Mauritania, fino a quel momento di competenza della prefettura apostolica di Ghardaïa (oggi diocesi di Laghouat).
Il 6 maggio 1931 cedette una porzione del suo territorio a vantaggio dell'erezione della missione sui iuris del Gambia (oggi diocesi di Banjul).
Il 27 gennaio 1936 cambiò nome in favore di prefettura apostolica di Saint-Louis du Sénégal per effetto della bolla Non semel Apostolica di papa Pio XI.
Il 18 dicembre 1965 cedette il territorio della Mauritania a vantaggio dell'erezione della diocesi di Nouakchott.
Il 15 febbraio 1966 la prefettura apostolica è stata elevata a diocesi con la bolla Christi Ecclesia di papa Paolo VI.
Il 13 agosto 1970 ha ceduto un'ulteriore porzione di territorio a vantaggio dell'erezione della prefettura apostolica di Tambacounda (oggi diocesi).

## Cronotassi dei vescovi
Si omettono i periodi di sede vacante non superiori ai 2 anni o non storicamente accertati.
Sede vacante (1763 - 1779)
- Dominique de Glicourt † (dicembre 1779 - 1783 dimesso)
- Antoine Coste † (1783 - 1784 deceduto)
- Henri Le Rendu † (5 novembre 1784 - marzo 1790 deceduto)
- Aymar Joseph François Charbonnier † (marzo 1790 - 1794 dimesso)
  - Sede vacante (1794 - 1816)
- Giovanni Vincenzo Giudicelli † (17 dicembre 1816 - 1818 dimesso)
- N. Teyrasse † (1818 - 17 aprile 1819 dimesso)
- Henri Baradère † (29 agosto 1820 - 20 giugno 1822)
- Bonaventure-Bernard Fournier † (dicembre 1822 - agosto 1824 deceduto)
- Claude-Marie Girardon † (marzo 1825 - 3 gennaio 1833)
- N. Manahan † (3 gennaio 1833 - circa 1835)
- N. Mareille † (circa 1835 - 5 aprile 1841)
- Jérôme Anselme Maynard † (12 luglio 1841 - 1845)
- Jean Casimir Arlabosse † (12 settembre 1845 - 13 luglio 1848 dimesso)
- Laurent Vidal † (13 luglio 1848 - 1849)
- Jean Casimir Arlabosse † (1849 - 15 settembre 1851 deceduto) (per la seconda volta)
- Isaïe-François Boulanger † (11 luglio 1852 - 21 aprile 1854 deceduto)
- Emmanuel Barbier † (29 novembre 1854 - 3 maggio 1856)
- Jean-Claude Duret, C.S.Sp. † (1856 - 22 agosto 1873 nominato vicario apostolico del Senegambia)
  - Sede amministrata dai vicari apostolici di Dakar (1873-1955)
- Joseph Landreau, C.S.Sp. † (28 gennaio 1955 - 16 giugno 1965 deceduto)
- Prosper Paul Dodds, C.S.Sp. † (15 febbraio 1966 - 12 gennaio 1973 deceduto)
- Pierre Sagna, C.S.Sp. † (19 dicembre 1974 - 22 febbraio 2003 dimesso)
- Ernest Sambou (22 febbraio 2003 - 12 gennaio 2023 ritirato)[3]
  - Sede vacante (2023-2025)
- Augustin Simmel Ndiaye, dal 2 aprile 2025

## Statistiche
La diocesi nel 2023 su una popolazione di 2.254.885 persone contava 7.217 battezzati, corrispondenti allo 0,3% del totale.
| anno | popolazione | popolazione | popolazione | presbiteri | presbiteri | presbiteri | presbiteri                | diaconi | religiosi | religiosi | parrocchie |
| anno | battezzati  | totale      | %           | numero     | secolari   | regolari   | battezzati per presbitero | diaconi | uomini    | donne     | parrocchie |
| ---- | ----------- | ----------- | ----------- | ---------- | ---------- | ---------- | ------------------------- | ------- | --------- | --------- | ---------- |
| 1969 | 1.523       | 585.000     | 0,3         | 15         |            | 15         | 101                       |         | 23        | 19        | 6          |
| 1980 | 2.319       | 976.000     | 0,2         | 10         |            | 10         | 231                       |         | 16        | 20        | 3          |
| 1990 | 3.601       | 1.140.735   | 0,3         | 18         | 3          | 15         | 200                       |         | 24        | 25        | 7          |
| 1999 | 4.039       | 1.404.664   | 0,3         | 20         | 6          | 14         | 201                       |         | 21        | 22        | 6          |
| 2000 | 3.799       | 1.545.238   | 0,2         | 20         | 6          | 14         | 189                       |         | 23        | 21        | 6          |
| 2001 | 4.012       | 1.545.238   | 0,3         | 16         | 6          | 10         | 250                       |         | 17        | 18        | 6          |
| 2002 | 4.020       | 1.545.238   | 0,3         | 17         | 7          | 10         | 236                       |         | 16        | 18        | 6          |
| 2003 | 4.142       | 1.545.238   | 0,3         | 14         | 7          | 7          | 295                       |         | 12        | 14        | 6          |
| 2004 | 4.850       | 1.578.853   | 0,3         | 16         | 8          | 8          | 303                       |         | 10        | 19        | 7          |
| 2010 | 6.500       | 1.789.341   | 0,4         | 17         | 10         | 7          | 382                       |         | 11        | 24        | 7          |
| 2014 | 6.374       | 1.943.000   | 0,3         | 17         | 11         | 6          | 374                       |         | 10        | 35        | 7          |
| 2017 | 6.848       | 1.948.250   | 0,4         | 19         | 14         | 5          | 360                       |         | 13        | 33        | 8          |
| 2020 | 6.952       | 2.101.000   | 0,3         | 35         | 14         | 21         | 198                       |         | 30        | 29        | 9          |
| 2022 | 7.120       | 2.247.668   | 0,3         | 38         | 15         | 23         | 187                       |         | 25        | 29        | 9          |
| 2023 | 7.217       | 2.254.885   | 0,3         | 36         | 15         | 21         | 200                       |         | 24        | 24        | 8          |